# Cargill
Cargill, Inc. (вимовляється Каргілл інкорпорейтед) — американська продовольча компанія. Штаб-квартира — в місті Міннетонка, штат Міннесота.

## Історія
Заснована в 1865.
Наприкінці 2011 Cargill поглинула нідерландську компанію Provimi, великого виробника кормів та добавок для тварин. Сума операції склала 1,5 млрд €.
Cargill залишається сімейним бізнесом, оскільки нащадки засновника (з родин Каргілл і Макміллан) володіють понад 90% акцій компанії. У січні 2023 року Брайан Сайкс був призначений президентом і генеральним директором компанії. Він став 10-м генеральним директором за 158-річну історію Cargill.

## Власники та керівництво
Cargill — приватна компанія, що належить родинам Каргілл та Мак-Міллан (на 2005 і 2008 — найбільша приватна компанія США). Головний керуючий — Девід Мак-Леннан.

## Діяльність
Cargill Inc. — одна з найбільших світових приватних компаній, що інвестують в харчове виробництво. Компанія веде операції в 68 країнах світу. Компанія займається продажами зерна, олії, цукру, какао-продуктів, яловичини, свинини, м'яса індички та ін. Крім того, компанія є й великим виробником сільськогосподарської продукції.
Загальна чисельність персоналу — 159 000 осіб. Обсяг продажів за підсумками 2009 фінансового року склав $116,6 млрд (за попередній рік — $120,4 млрд), чистий прибуток — $3,3 млрд ($4,0 млрд), потік готівки та операцій — $6,7 млрд ($7,0 млрд).

### Cargill в Україні
Представництво компанії Cargill в Україні діє з 1993. Звідси компанія координує торгівлю зерном, олією, насінням олійних культур, паливо-мастильними матеріалами, металопродукцією, цукром, концентратами фруктових соків, какао-продуктами.
В Україні агрохолдинг володіє двома олійноекстракційними заводами — в Донецьку та Каховці (Херсонська область), а також шістьма зерновими елеваторами — Користовський ХПП, Куцевський ХПП, Степовий елеватор, Хащеватський елеватор, Костянтинівський елеватор, Балаклійський елеватор.
З 2010 Cargill був 30% акціонером «Дельта Банку» (актуально на березень 2012; Дельта Банк збанкрутував в 2014).

## Критика

### Порушення прав людини
У 2019 році організація Mighty Earth опублікувала звіт про діяльність Cargill. Голова Mighty Earth і колишній конгресмен США Генрі Ваксман назвав Cargill «найгіршою компанією у світі» і сказав, що вона спричиняє «найважливіші проблеми, з якими стикається наш світ» (вирубка лісів, забруднення, зміна клімату, експлуатація тощо).
У 2019 році швейцарська неурядова організація Public Eye також розкритикувала Cargill у різних контекстах у звіті про торговців сільськогосподарськими товарами в Швейцарії.
У 2005 році Міжнародний фонд трудових прав подав позов проти Cargill, Nestlé та Archer Daniels Midland до федерального суду від імені дітей, які заявили, що їх провозили з Малі в Кот-д'Івуар і змушували працювати від 12 до 14 годин на день безоплатно, це все супроводжувалося нестачею їжі та сну, частим фізичним насильством на плантаціях какао-бобів.
У лютому 2018 року кілька співробітників заводу Cargill в Дейтоні, штат Вірджинія, провели протести. Їхні скарги включали погані пільги для здоров’я, погані умови праці та нібито звільнення співробітників-організаторів профспілки. Протести призвели до арешту дев'яти осіб за посягання на власність компанії.
У 2019 році компанію звинуватили у незаконному збиранні какао із заповідних територій Кот-д’Івуару, також під час розслідування виявилося, що кожен третій працівник незаконної плантації був неповнолітнім.
На початку пандемії коронавірусу у 2020 році з'явилися повідомлення про те, що компанія не виконує інструкцій щодо запобігання поширення інфекції на території власних виробничих потужностей.
У 2021 році на Cargill було подано груповий позов вісьмома колишніми рабами-дітьми з Малі, які стверджували, що компанія сприяла їхньому поневоленню на плантаціях какао в Кот-д'Івуарі.